# Robert C. Duncan
Pour les articles homonymes, voir Robert Duncan.
Robert Clifton "Cliff" Duncan (21 novembre 1923 - 17 mai 2003) est un ingénieur et directeur technique américain, notamment pour le gouvernement américain. Il est surtout connu pour deux des programmes qu'il a menés à bien : le guidage et le contrôle du programme Apollo et l'appareil photo Polaroid SX-70.

## Biographie
Né à Jonesville, Virginie et élevé à Xenia, Ohio, Duncan a été nommé à la classe de 1946 de l'Académie navale des États-Unis. Il a obtenu des diplômes de BS de l'Académie navale (1945) et de la Naval Postgraduate School (1953), et des diplômes de MS et de ScD en génie aéronautique du Massachusetts Institute of Technology. Sa thèse de maîtrise de 1954 s'intitulait « Principes fondamentaux de conception d'un simulateur d'attaque pour les systèmes de contrôle de tir aéroportés ». Sa thèse de doctorat de 1960 s'intitulait « Paramètres de guidage et contraintes pour une entrée atmosphérique contrôlée ».
Duncan a servi dans la marine américaine de 1945 à 1965. Dans les derniers mois de la Seconde Guerre mondiale, il a été affecté au croiseur lourd Bremerton mais n'a pas participé aux combats. Duncan a ensuite été formé comme pilote et a piloté à la fois des chasseurs et des bombardiers d'attaque lourds. À la fin de ses fonctions de pilote en 1960, il avait atteint le grade de lieutenant-commandant. Il a servi au Pentagone de 1960 à 1964, d'abord comme chef des programmes spatiaux pour le chef des opérations navales, puis comme directeur adjoint du personnel pour la recherche et l'ingénierie.
Lorsqu'il a pris sa retraite de la marine en 1965 en tant que commandant, il avait été affecté à la NASA à Houston, au Texas, au Manned Spacecraft Center (aujourd'hui le Lyndon B. Johnson Space Center). Pendant les trois années qu'il y a passées, il a été chef de la division de guidage et de contrôle. Après cela, il a passé un an à Cambridge, dans le Massachusetts, comme directeur adjoint du centre de recherche électronique.
Duncan a quitté le gouvernement en 1968 pour travailler pour la
Polaroid Corporation, où il a d'abord été directeur du programme de l'appareil photo SX-70, avec des responsabilités pour sa conception, son ingénierie et sa production. En 1975, Duncan a été élu vice-président de l'ingénierie.
Il est retourné au gouvernement de 1985 à 1993. Son premier poste a été celui de directeur de la Defense Advanced Research Projects Agency ; un an plus tard, il a été confirmé dans une double fonction, devenant simultanément Directeur de la recherche et de l'ingénierie de la défense. Son dernier rôle au Pentagone fut une tournée de quatre ans en tant que directeur des tests et évaluations opérationnels, où il fut conseiller principal du secrétaire à la Défense et du sous-secrétaire à la Défense pour les acquisitions.
Il a pris sa retraite du gouvernement en 1993 et est devenu vice-président chez Hicks and Associates (un cabinet de conseil en sécurité nationale).